# District de Bain
Le district de Bain est une ancienne division territoriale française du département d'Ille-et-Vilaine de 1790 à 1795.
Il était composé des cantons de Bain, Bourg des Comptes, Bruz, Corps Nuds, Ercé, Fougeray, Messac et le Sel.